# Zadnia Rogowa Przełęcz
Zadnia Rogowa Przełęcz (słow. Zadné Rohové sedlo) – przełęcz położona w słowackich Tatrach Wysokich. Znajduje się w Jaworowej Grani odchodzącej na północny zachód od Małego Jaworowego Szczytu. Zadnia Rogowa Przełęcz oddziela Pośrednią Jaworową Turnię od Jaworowego Rogu.
Na siodło Zadniej Rogowej Przełęczy nie prowadzą żadne znakowane szlaki turystyczne, dlatego też nie jest dostępna dla turystów.
Dawna nazwa Zadniej Rogowej Przełęczy to Stejłowa Przełęcz. Została ona utworzona w 1932 r. na podstawie dawnych przewodników do poszukiwania skarbów. Nazwa nie była trafna, ponieważ została utworzona od nazwy Stejłowa Góra, która była zniekształconą formą nazwy Świstowa Góra. Szczyt Świstowej Góry znajduje się nieco dalej na północ od tejże przełęczy, więc nazwa była błędnie przydzielona. Obecna nazwa pochodzi od Jaworowego Rogu.

## Historia
Pierwsze wejścia turystyczne:
- Karol Englisch i Adolf Kamiński, 1 sierpnia 1902 r. – letnie,
- Jerzy Pierzchała i Stanisław Siedlecki, 7 kwietnia 1939 r. – zimowe.